# Tom Morton
Pour les articles homonymes, voir Morton.
Tom Morton, né le 29 juillet 1981 à Londres, est un acteur et metteur en scène franco-britannique.

## Biographie

### Enfance et formation
Né d’un père anglais et d’une mère française, Tom Morton grandit à Londres où il fait sa scolarité au Lycée Français Charles De Gaulle. Cinévore dès son plus jeune âge, fan de jazz et d'écriture, c’est au Lycée qu’il commence à faire du théâtre.  Cette passion ne le quittera plus.
Après un bac ES, il fait des études d’histoire et de langues (Russe, Italien) pendant quatre ans à Édimbourg (Écosse). Pendant son séjour à Édimbourg, il passe le plus clair de son temps au théâtre. il intègre le Bedlam Théâtre, le théâtre étudiant de l’Université d’Édimbourg. De 1999 à 2003, Tom y travaille en tant qu’acteur, mais se lance aussi dans la mise en scène, la production et l’écriture : il adapte et met en scène Le roi se meurt de Ionesco, Le Procès de Kafka et Cuisine et Dépendances de Bacri-Jaoui.
Il s’installe un an plus tard à Paris, où il suit pendant deux ans une formation au Cours Florent, auprès de Lesley Chatterley et de Cédric Prévost, puis il est repéré lors d'une audition en 2007 par Isabelle Mergault pour tenir le second rôle masculin dans Enfin veuve, aux côtés de Michèle Laroque, Jacques Gamblin, Éva Darlan, Claire Nadeau et Valérie Mairesse.

## Carrière
Il retrouve Isabelle Mergault en 2008 dans Croque-monsieur de Marcel Mithois, sous la direction d’Alain Sachs. Il tient le rôle de Nicolas d’abord au Théâtre des Variétés de janvier à Juin 2008, puis en tournée en France, Belgique et Suisse de janvier à Mai 2009. Il fait également une petite apparition dans le troisième film d’Isabelle Mergault, Donnant Donnant.
Il remporte en novembre 2009 le Prix du Meilleur Comédien du Festival du Film en 48 h de Paris pour son rôle dans le court-métrage Blister Boy.
En 2009, Tom Morton signe la traduction en Anglais de La Fausse Suivante de Marivaux qui est jouée en tournée en Grande-Bretagne par la Compagnie BordCadre.
En 2011, il apparaît aux côtés de Rossy di Palma et Solweig Rediger-Lizlow dans Le monde à ses pieds de Christian Faure, dans le rôle d'Olivier, l'assistant de la machiavélique agent Caroline Fox, puis en 2013, dans Love Punch, avec Emma Thompson et Pierce Brosnan.
Il écrit et produit, et tient le rôle principal dans Le Chant de la Porcelaine, un court-métrage tiré de sa pièce L'Egoiste.
Il fait également du stand up en français et en anglais.

## Filmographie
- 2006 : La Botte de Guerre de Réda Mustafa
- 2008 : Enfin veuve de Isabelle Mergault
- 2010 : Donnant Donnant d'Isabelle Mergault
- 2013 Love Punch de Joel Hopkins
- 2013 Le Chant de la Porcelaine de Ghislain de Haut de Sigy
- 2015 Coach (Court) de Ben Adler
- 2015 Tout En Haut Du Monde de Rémi Chayé
- 2015 Day Job (Court) de Ralph Bismargi
- 2015 The King's Daughter de Sean McNamara
- 2016 Croc-Blanc de Alexandre Espigares (en)
- 2016 : De Nuremberg à Tokyo de Tim Toidze
- 2024 : The Substance de Coralie Fargeat

## Théâtre
- 2005 : Cuisine et dépendances de Jean-Pierre Bacri et Agnès Jaoui, mise en scène de Y. Sfez - Théâtre de Nesle
- 2006 : L'Amour de Phèdre de Sarah Kane, mise en scène de Laurent Vi - Théâtre Pixel
- 2008 : Croque Monsieur de Marcel Mithois, mise en scène d'Alain Sachs- Théâtre des Variétés (puis tournée)
- 2010 : Relatively Speaking de Alan Ayckbourn, mise en scène de Nick Calderbank et Tom Morton - Théâtre de Nesle
- 2018 : Interview de Theodor Holman, mise en scène de Thierry Harcourt - Espace Roseau Teinturiers
- 2019 : Interview de Theodor Holman, mise en scène de Thierry Harcourt - Théâtre de La Manufacture des Abbesses